# Romarhit
Romarhit je zelo redek kositrov oksidni mineral s kemijsko formulo SnO. Kristalizira v tetragonalnem kristalnem sistemu. Mineral so uradno odkrili leta 1971, čeprav so ga že pred tem odkrili na starih kitajskih novcih.

## Ime
Ime romarhit je akronim za Arheološki oddelek Kraljevega muzeja v Ontariu (angleško Royal Ontario Museum (section Archaeology)), kjer so ga prvič preučili. 

## Nastanek
Mineral, ki so ga preučili v Kanadi, je antropogen, saj je nastal na kositrnih kuhinjskih posodah, ki so jih med letoma 1801 in 1821 v reko Winnipeg v pokrajini Manitoba, Kanada, izgubili ali odvrgli popotniki. Nastaja tudi v žilah s samorodnim kositrom. V rudniku Maria-Teresa v Boliviji je zamenjal harcenbergit in kasiterit. V zalivu Sharm Abhur v Rdečem morju v Saudovi Arabiji je nastal na kositrnih ingotih, ki so po brodolomu padli na morsko dno.

## Nahajališča
Rudnik Maria-Teresa, provinca Avaroa, Bolivija, reka Winnipeg, Kanada, provinca Heilongjiang, Mandžurija, Kitajska, Jamajka Habarovska oblast in srednji Ural, Ruska federacija, zaliv Sharm Abhur, Rdeče morje, Savdova Arabija ameriški Deviški otoki in Florida (ladijske razbitine),  Bay Horse District, Idaho, Duluth Gabbro, Minnesota Beaufort, Severna Karolina, Franklin Mts., Teksas, Združene države Amerike.